# Nieheimer Käse

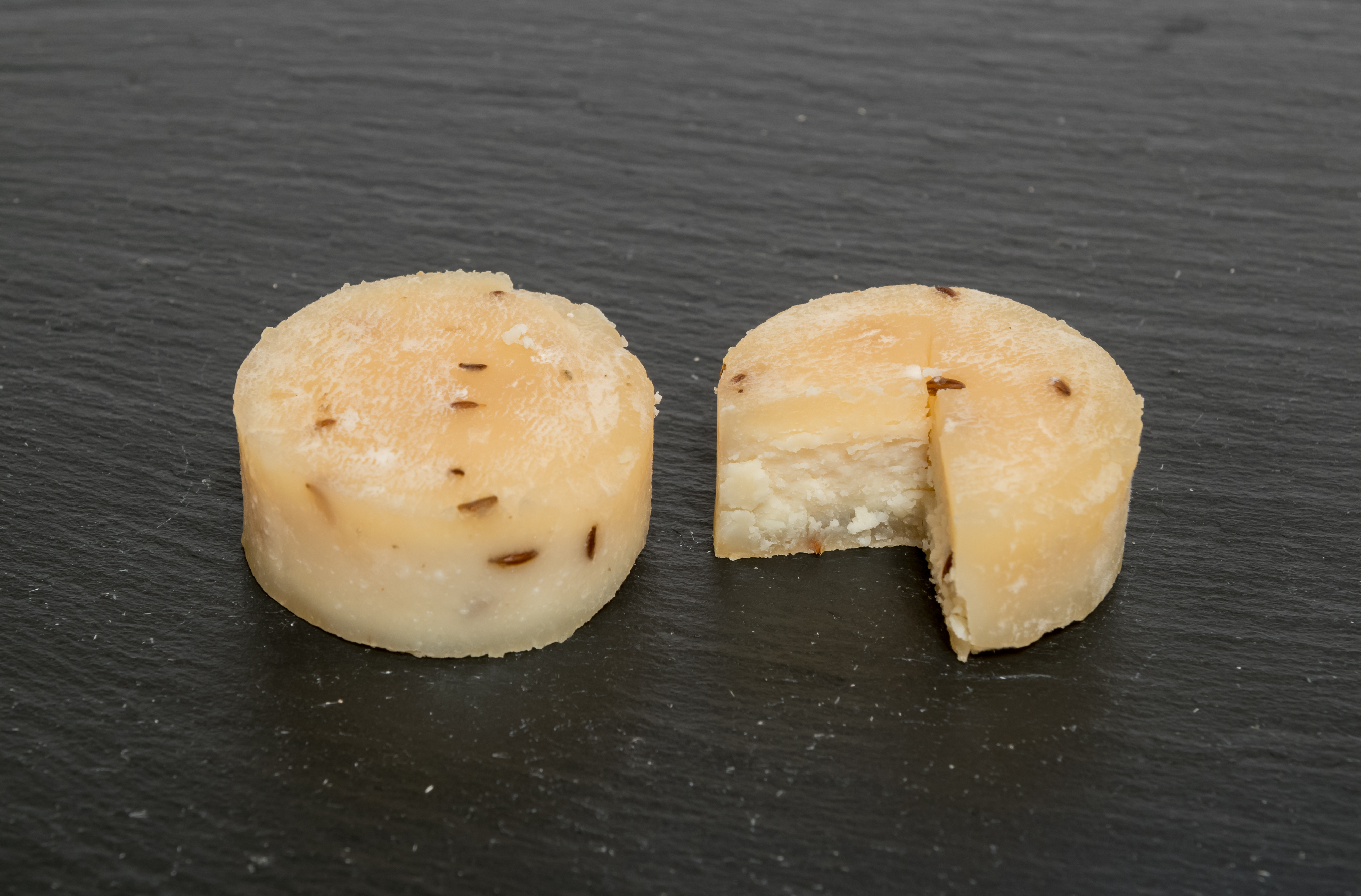
Nieheimer Sauermilchkäse

Nieheimer Käse ist ein fettarmer, eiweißreicher Sauermilchkäse aus dem ostwestfälischen Nieheim. Die Bezeichnung ist eine geschützte geografische Angabe nach europäischem Recht, die am 13. Mai 2010 eingetragen wurde, und ist ausschließlich für Käse zulässig, der in der Gemeinde Nieheim hergestellt wurde.

## Geschichte
Nieheimer Käse wird seit Anfang des 19. Jahrhunderts von landwirtschaftlichen Betrieben hergestellt. Früher gab es mehrere Dutzend Fabrikationsbetriebe, aber heute existiert nur noch ein einziger. Zwischenzeitlich fast vergessen, ist der Käse durch den Tourismus wieder bekannter geworden. Im Deutschen Käsemuseum Nieheim (ehemals Westfalen Culinarium) wird seine Geschichte thematisiert. Alle zwei Jahre richtet die Gemeinde Nieheim einen großen Käsemarkt aus.

## Eigenschaften
Die Laibe des Nieheimer Käses sind üblicherweise klein und zylindrisch mit einem Durchmesser von 4–4,5 cm, einer Höhe von 2–2,5 cm und einem Gewicht von 32–37 g. Die Oberfläche ist glatt, gelblich bis graugrün und wird teilweise mit Hopfenblättern belegt; der Teig ist gleichmäßig gefärbt, teils mit Kümmel durchsetzt und bietet eine glatte Schnittfläche. Er ist durchgereift, das heißt, er besitzt keinen weißen Quarkkern mehr. Der Geschmack ist rein, scharf, pikant und bei Würzung mit Kümmel mit einer entsprechenden Kümmelnote.
Der Käse kann sowohl schnittfest (Trockenmassegehalt 45–46 %) wie auch als Reibekäse (Trockenmassegehalt ca. 60 %) hergestellt werden. Der Fettgehalt in der Trockenmasse beträgt 1,5–1,6 %, der absolute Fettgehalt weniger als 1 %.

## Herstellung
Zur Herstellung lässt man Milch sauer werden, erhitzt sie anschließend auf 50 °C, wobei sich Quark absetzt. Dieser wird in einem Stoffbeutel zum Trocknen aufgehängt. Dann wird die Masse gemahlen und in einer Holzform zur Reifung an einen warmen Ort gestellt. Schließlich wird er mit Salz und gegebenenfalls Kümmel geknetet und je nach Reifedauer entweder zu Handkäse, Kochkäse oder zu hartem, haltbarem Reibkäse verarbeitet. Die Reifung erfolgt – anders als bei anderen Sauermilchkäsen – durch Bakterien- und Hefekulturen des Sauermilchquarks ohne Zusatz weiterer Reifungskulturen.